# Basilika St. Johann (Saarbrücken)
Koordinaten: 49° 13′ 58,8″ N, 6° 59′ 54,2″ O
Die Basilika St. Johann in Saarbrücken ist eine römisch-katholische Kirche in der Nähe des St. Johanner Marktes. Der Kirchenbau entstand nach Plänen und unter Leitung des Architekten Friedrich Joachim Stengel im Stil des Barock. Die im Jahr 1975 von Papst Paul VI. zur Basilika minor erhobene Kirche steht an der Stelle der ersten mittelalterlichen Kapelle des ehemaligen Fischerdorfes St. Johann a.d. Saar, die der Überlieferung nach durch den Metzer Bischof Arnulf von Metz im 7. Jahrhundert dem Patronat hl. Johannes dem Täufer anvertraut worden war. In der Denkmalliste des Saarlandes ist die Kirche als Einzeldenkmal aufgeführt. Die Kirche ist dem Bistum Trier zugeordnet. Patroziniumstag der Kirche ist das Hochfest der Geburt des hl. Johannes des Täufers (24. Juni).

## Vorgeschichte

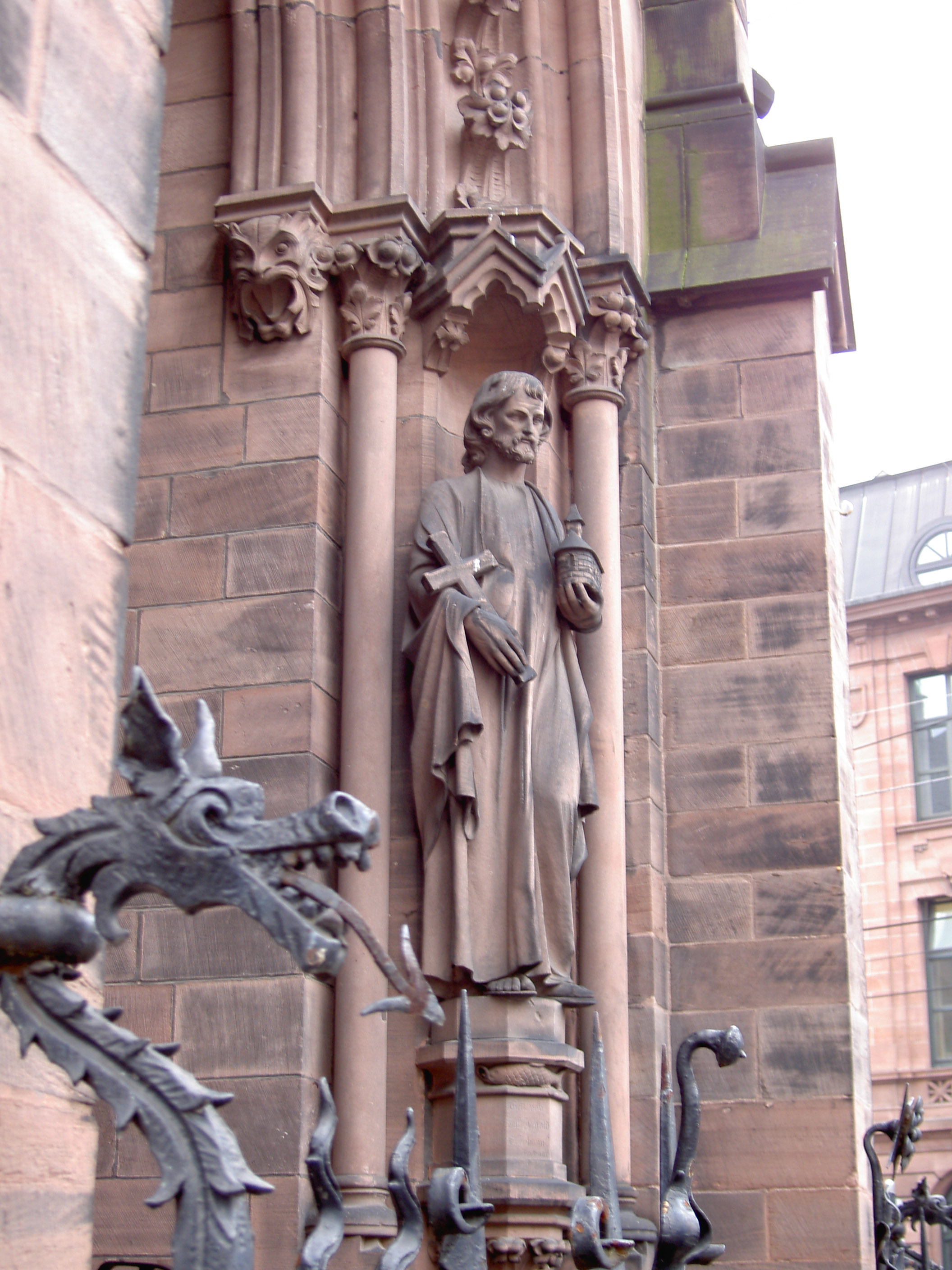
Figur des Arnulf von Metz am Portal der evangelischen Johanneskirche;
Laut einer Legende habe Arnulf im Jahr 629 seinem Bischofsamt entsagt und sich in die Heidenkapelle (ehemaliges Mithräum) am Halberg zurückgezogen, wo bereits sein angeblicher Vater, der heilige Arnual, als Einsiedler gelebt habe. Von dort aus habe er die Errichtung der Johannes dem Täufer gewidmeten Kapelle (Ort der Basilika St. Johann) im Fischerdorf St. Johann initiiert. Vom Titelheiligen dieser Kapelle hat dann das Fischerdorf den Ortsnamen St. Johann übernommen.

### Gründung der Kirchgemeinde im Mittelalter

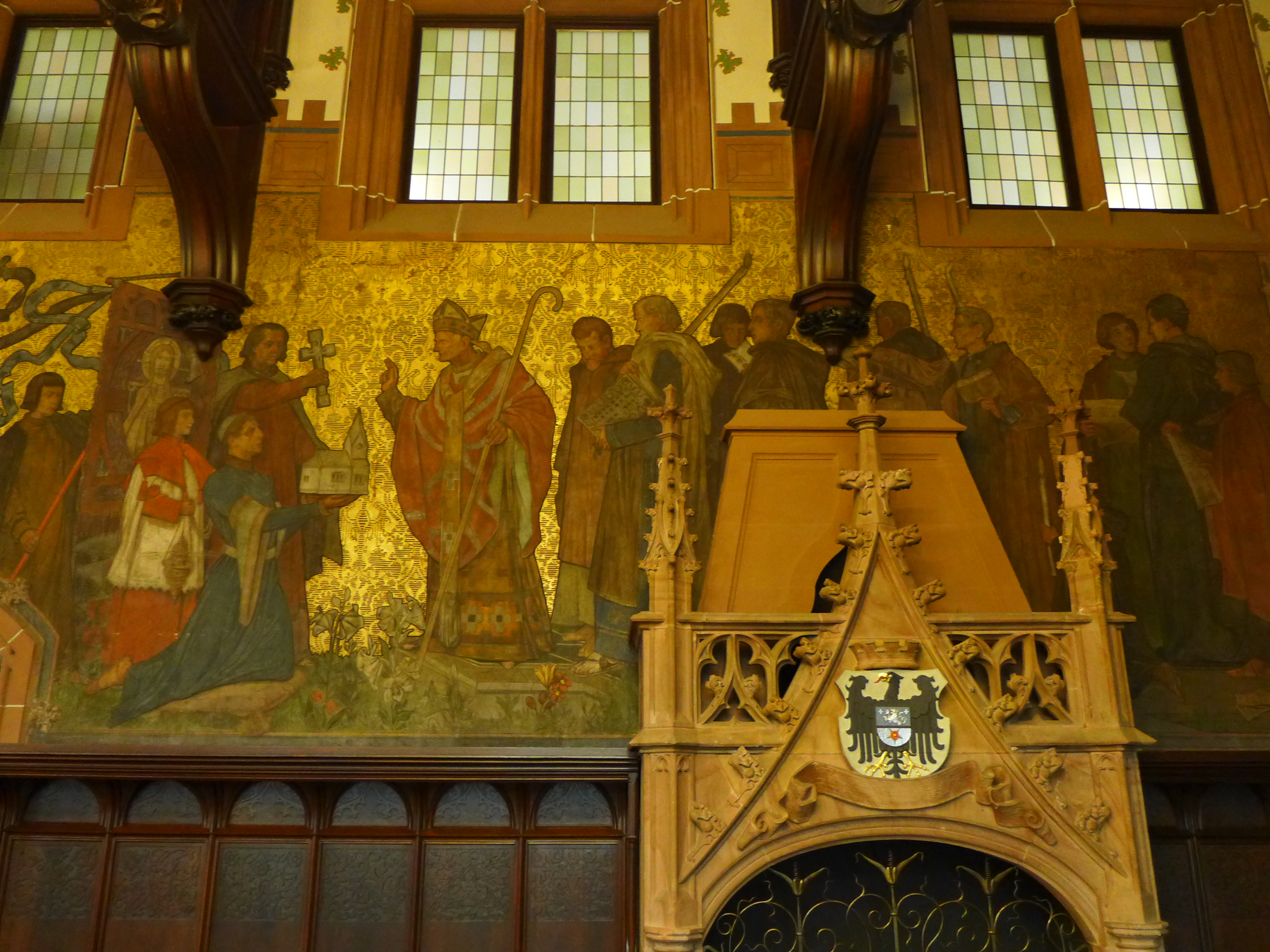
Rathaus St. Johann, Gemälde von Wilhelm Wrage im Rathausfestsaal: Der heilige Arnulf von Metz weiht die erste Kapelle von St. Johann.

Bereits zur Merowinger-Zeit im 7. Jahrhundert wurde der Überlieferung nach eine zu Ehren Johannes des Täufers geweihte Kapelle an der Stelle der heutigen Barockkirche errichtet. Sie war keine selbstständige Pfarrkirche, sondern wurde seelsorgerisch vom Augustinerchorherrenstift in St. Arnual bis zu dessen Aufhebung ununterbrochen betreut.
Die inzwischen abseitige Lage der Kirche vom Zentrum, dem St. Johanner Markt, entstand durch die im Mittelalter vorgenommene Verlegung des St. Johanner Markts von der für damalige Verhältnisse recht breiten Katholisch-Kirch-Straße an seinen heutigen Platz.
Eine erste urkundliche Erwähnung fand die Johanneskapelle im Jahr 1325, doch deutet der im Jahr 1265 in einer Urkunde erwähnte St. Johanner Ortsname, aus dem Johannespatrozinium der Kapelle abgeleitet, auf ein früheres Entstehungsdatum der Kapelle hin.
Auf Vermittlung des Grafen Johann I. ordnete Papst Johannes XXII. beim Dekan des St. Arnualer Stiftes im Jahr 1325 die Aufstellung eines Taufsteines und die Bestellung eines eigenen Priesters in der St. Johanner Kapelle an. Das Stift scheint der päpstlichen Anordnung aber nicht nachgekommen zu sein. Der für St. Johann zuständige St. Arnualer Stiftsherr residierte weiterhin in St. Arnual und ließ die mit der Pfründe verbundenen Seelsorgepflichten durch Hilfsgeistliche ausführen. Die Verwaltung von Pfarrwittum (das unbewegliche Vermögen der Pfarrpfründe), Zehnt und anderen Einkünften blieb ebenfalls beim Stift. Darüber hinaus war die St. Johanner Kapelle der Saarbrücker Kapelle untergeordnet, zu deren Sprengel sie gehörte. Die Saarbrücker St. Nikolauskapelle (die profanierte Schlosskirche) war ebenfalls nicht selbstständig, sondern dem Stift inkorporiert.
Frühmessen (Wochentagsmessen) an vier Tagen der Woche wurden erst im Jahr 1450 eingerichtet, ein halbes Jahrhundert später als in der Saarbrücker Kapelle auf dem linken Saarufer. Das Stift St. Arnual setzte dabei die Frühmesser-Pfründe fest. Allerdings kam es wiederholt zu Streitigkeiten zwischen der St. Johanner Bürgerschaft und dem Stift wegen, aus bürgerlicher Sicht, unzulänglicher Bauunterhaltung der Kapelle. Erst durch Vermittlung des Grafen Johann III. im Jahr 1453 konnte der Streit beigelegt werden. Analog zum Laiengremium der Saarbrücker St. Nikolaus-Bruderschaft verwaltete in St. Johann eine Johannis-Bruderschaft das Kapellenvermögen. Der für die Seelsorge zuständige Stiftsherr wohnte aber nicht in St. Johann, sondern in St. Arnual. Das bedeutete, dass die Bürger von St. Johann und auch die von Saarbrücken für den Empfang der Sakramente und anderer Kasualien einen Fußmarsch nach St. Arnual machen mussten. So klagten die Bürger, dass Kinder ohne Taufe geboren und Erwachsene ohne Sterbesakramente gestorben seien, da ein Priester nicht erreichbar war. Im Glauben der damaligen Zeit bedeutete ein jäher Tod ohne Sakramentenempfang (Taufe, Beichte, Krankensalbung) nach dem Partikulargericht schwere Straffolgen im Limbus puerorum (für ungetauft verstorbene Kinder), zeitliche Strafen im Fegefeuer oder sogar ewige Strafen in der Hölle. Erst ab dem Jahr 1549 erklärten sich Dekan und Stiftskapitel von St. Arnual dazu bereit, dass der Stiftsherr (auch „Kirchherr“ genannt) auf der anderen Saarseite Wohnung nahm. Insgesamt fehlte sowohl Saarbrücken als auch St. Johann das gesamte Mittelalter hindurch eine zentrale Funktion im kirchlich-kultischen Bereich, was auch negative wirtschaftliche Auswirkungen hatte.

### Friedhöfe
Die Toten von St. Johann wurden um die dortige Kapelle herum bestattet. Der Friedhof dürfte spätestens ab 1450 angelegt worden sein. Der Saarbrücker Friedhof lag bei der Spitalskapelle und wurde seit der Pestepidemie des Herbstes 1574 auch von St. Johann aus belegt. Ab dem Jahr 1600, also nach der protestantischen Reformation, wurde ein evangelischer Friedhof am Ende der Türkenstraße stadtauswärts jenseits des Stadtwalls angelegt. Dieser Friedhof wurde bis zum Jahr 1846 belegt und dient seit dem 20. Jahrhundert als Parkplatz (Ecke Gerberstraße/Bleichstraße).

### Reformation
Im Zuge der zwangsweise eingeführten Nassauer Reformation im Jahr 1575 musste die Bevölkerung der Stadt St. Johann a.d. Saar zum protestantisch-lutherischen Bekenntnis wechseln. Die Kapelle wurde in den Jahren 1608–1615 umgebaut und bestand danach aus einem Saal von 60 Fuß lichter Länge und 29 Fuß lichter Breite, der Chorturm war 20 Fuß lang und 27 Fuß breit. Dieses Gebäude wurde 1754 abgerissen und durch einen Kirchenneubau ersetzt.

### Rekatholisierung durch die französische Reunionspolitik

Ludwig XIV. im Krönungsornat, Porträt von Hyacinthe Rigaud (1701; Musée du Louvre)

Am 30. August 1680 konnte der Metzer Bischof Georges d’Aubusson de La Feuillade in einer gräflichen Remise in der Türkenstraße gegenüber dem Gotteshaus eine katholische Messe zum Fest Christi Himmelfahrt feiern. Politischer Hintergrund war, dass in diesem Jahr König Ludwig XIV. von Frankreich die Grafschaft Saarbrücken besetzt hatte und sie als altes Lehen des Bistums Metz – dieses gehörte bereits seit 1552 zu Frankreich – beanspruchte. Im Grunde handelte es sich bei dieser Besetzung um eine Annexion, die aber „Reunion“  genannt wurde, weil sie durch den Übergang alter Rechte auf den französischen König begründet wurde.
Zunächst übernahm der französische Garnisonspfarrer G.F. Fabry die Zivilseelsorge für die ca. 200 Katholiken der Grafschaft. Ihm folgte ein Jesuit aus der nächstliegenden Jesuiten-Ordensniederlassung Bockenheim (Saarwerden) im Elsass.

### Besuch Ludwigs XIV.
Am 6. Juli 1683 kam König Ludwig XIV. mit seiner Gemahlin Königin Marie Thérèse, dem Dauphin Louis, seinem Bruder Herzog Philipp von Orléans, und einem großen Gefolge auf seiner Reise zur Besichtigung der neuangelegten Festung Saarlouis nach St. Johann, um am Folgetag an einem feierlichen Gottesdienst in der St. Johanner Notkirche in der gräflichen Remise teilzunehmen.

### Übergabe der St. Johanner Kapelle an die Katholiken
Am 21. Dezember 1684 wurde die Johanneskapelle auf Druck des französischen Königs Ludwig XIV. dem protestantischen Kultus entzogen und wieder der katholischen Kirche unterstellt. Grundlage dafür war die Festlegung, dass an reunierten Orten, mit zwei Kirchen, die kleinere den Katholiken überlassen werden sollte. Wo aber nur eine Kirche vorhanden wäre, sollte diese als Simultaneum von beiden Konfessionen genutzt werden. Da nach französischer Auffassung St. Johann und Saarbrücken eine einzige Stadt bildeten, war die Kapelle in St. Johann an die Katholiken abzutreten. Die Protestanten sollten nun in Saarbrücken die Schlosskirche nutzen, die allerdings zu diesem Zeitpunkt zerstört war. Erst im Jahr 1682 begann mit Hilfe von Spenden ein provisorischer Wiederaufbau. Damit auch die St. Johanner Stadtgemeinde eine eigene evangelische Kirche zur Verfügung hatte, förderte Graf Karl Ludwig von Nassau-Saarbrücken den Neubau eines Gotteshauses. Doch bevor damit begonnen werden konnte, starb er am 6. Dezember 1723.
Der Grundstein zur evangelischen Kirche wurde damit erst unter der Herrschaft von Graf Friedrich Ludwig von Nassau-Ottweiler am 4. April 1725 gelegt. Die feierliche Einweihung fand am 24. Juni 1727 statt.

### Rekatholisierungsmaßnahmen
Der französische König versuchte durch das Angebot der Abgabenfreiheit, die lutherischen Einwohner St. Johanns zu einem Übertritt zum Katholizismus zu bewegen. Infolgedessen stieg innerhalb weniger Jahre die Zahl der katholischen Einwohner St. Johanns gegenüber dem protestantischen Saarbrücken, wo die Abgabefreiheit nicht angeboten wurde, stark an. Als die protestantischen Grafen von Saarbrücken im Jahr 1697 wieder über ihr uneingeschränktes Herrschaftsrecht auch in St. Johann verfügten, reduzierte sich die Zahl der Katholiken dort wieder drastisch. Die finanzielle Unterstützung der St. Johanner Pfarrei durch die französische Krone blieb auch erhalten, als die Grafschaft Saarbrücken wieder ans Reich abgetreten wurde, und wurde erst im Zuge der Französischen Revolution eingestellt.
Pfarrer, Vikar und Schullehrer in der rekatholisierten Kapelle St. Johann wurden durch französische Staatsgelder bezahlt. Damals erhielt die St. Johanner Kapelle neben Johannes dem Täufer den hl. Ludwig von Frankreich, dem Namenspatron Ludwigs XIV., zum zweiten Patron.

### Bestimmungen des Friedens von Rijswijk für St. Johann
Anstelle des aufgelösten Augustinerchorherrenstiftes St. Arnual übernahm nach dem Frieden von Rijswijk, bei dem Frankreich im Jahr 1697 die reunierten Gebiete an der Saar (mit Ausnahme der Festung Saarlouis) zurückgeben musste, das Prämonstratenserkloster Wadgassen die Seelsorge. Gegen die Forderungen Englands, Hollands, Schwedens und der evangelischen Reichsfürsten war auf Druck des Kaisers und der katholischen Reichsstände entschieden worden, dass alle religionspolitischen Maßnahmen Frankreichs zur Zeit der Reunionen weiterhin Gültigkeit behalten sollten. Somit blieb die Kapelle in St. Johann auch weiterhin katholisch.
Ein Versuch des jungen Saarbrücker Grafen Ludwig Kraft, die St. Johanner Kapelle zu einem konfessionellen Simultaneum zu machen, scheiterte am Protest der Katholiken, die vom Metzer Bischof massiv unterstützt wurden.

## Bau- und Pfarrgeschichte

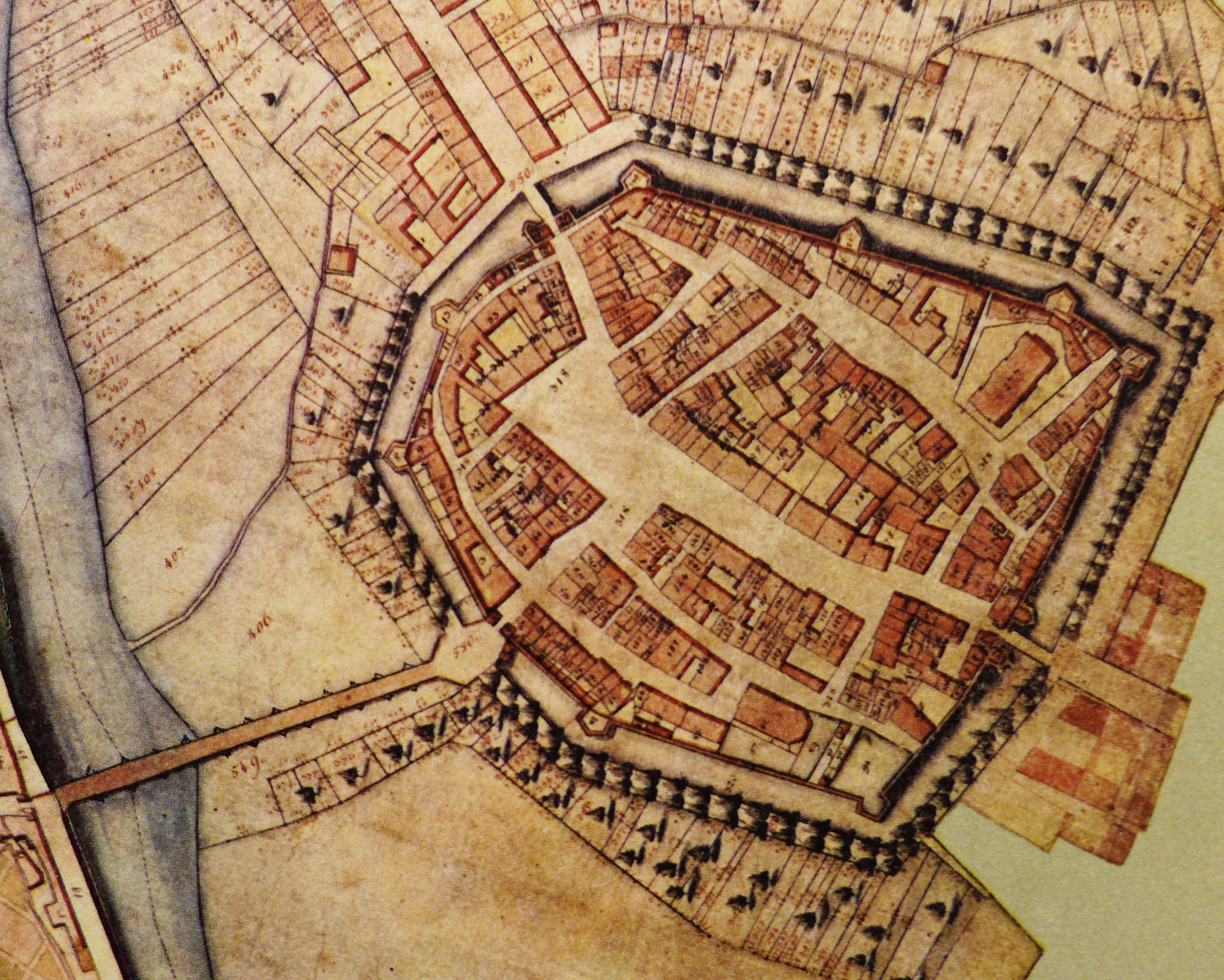
Die Kirche St. Johann im Nordosten der Stadt St. Johann an der Saar auf einem Ausschnitt aus dem Geometrischen Grundriss St. Johann 1776/1778 (Stadtarchiv Saarbrücken)

### Barocke Neubaupläne
Da die alte Johanneskapelle in St. Johann für den Gottesdienst aller Katholiken der Grafschaft Saarbrücken zu klein geworden war, wurde auf Initiative eines Chorherren der Abtei Wadgassen, Johann Baptist Namour, der in St. Johann als katholischer Gemeindepfarrer wirkte, die Idee eines Neubaues einer Pfarrkirche an die zuständigen Autoritäten überbracht. Diese waren der Abt von Wadgassen, der Landesherr Wilhelm Heinrich und der französische König Ludwig XV.

### Spendenaktion zum Neubau
Nachdem der Standort und das Aussehen des Neubaus feststand, wurden Spenden für die benötigte Bausumme gesammelt. König Ludwig XV. stiftete 20.000 Franken, Fürst Wilhelm Heinrich ließ durch Papst Benedikt XIV. eine Kollekte ausrufen. Die Congregatio de propaganda fidei gab 5000 Franken, eine Kollekte in der Stadt Rom ergab 5367 Franken, die geistlichen Kurfürsten und verschiedene katholische Städte spendeten insgesamt 16.108 Franken, der Deutsche Orden 2190 Franken, die Königin von Polen als Herzogin von Lothringen 2000 Franken, der Bischof von Metz, Claude de Saint Simon, 1000 Franken für den Hochaltar und Fürst Wilhelm Heinrich spendete das Bauholz aus seinen Privatwaldungen. Seine Untertanen mussten, gleich welchen Bekenntnisses sie waren, Frondienste am Bau leisten. Den Turmbau ermöglichte der aus Medelsheim stammenden jüdischen Bankier Cerf Beer über eine Kreditaufnahme in Straßburg.

### Architekt und Bauhandwerker

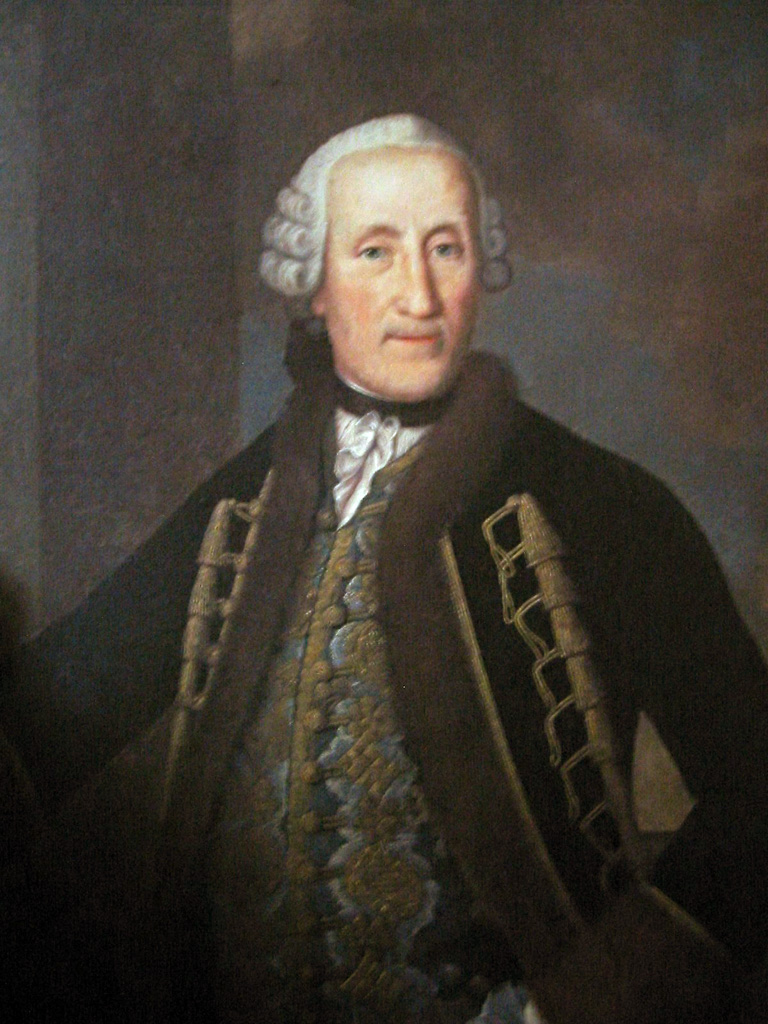
Friedrich Joachim Stengel

Als alleiniger Architekt der Kirche galt lange Zeit Baumeister Friedrich Joachim Stengel, doch ist nicht ausgeschlossen, dass, da der Abt von Wadgassen der Bauherr der neuen Kirche war, auch der dortige Baumeister Heinrich Eckardt an den Planungen mitwirkte. Am Bau beschäftigt waren die Bildhauer Philipp Mihm, Jacques Gounin, Jakob Stein, der Stuckateur Wunibald Wagner, der Maler und Vergolder Saladin sowie der Orgelbauer Stumm aus Rhaunen. Die einheimischen Handwerker Maurermeister Andreas Dillmann, die Zimmermänner Nikolaus Hackspiel und Christian Langguth, die Schreiner Unverzagt und Stockinger, Schieferdecker Rosenkranz, Glasermeister Heinrich Brenner, die Schlosser Christian Antoni und Henrich Hoer, der Schmied Bernard Philips und der Spengler Otto arbeiteten an der Kirche.

### Weihe der Kirche
Die Weihe und Indienstnahme für den Gottesdienst wurde am 8. Januar 1758 in Gegenwart der fürstlichen Familie und des Kommandanten der Festung Saarlouis als dem Vertreter des Königs von Frankreich durch den Abt des Prämonstratenserklosters Wadgassen vorgenommen.
Der Turmbau konnte erst im Jahr 1763 vollendet werden.
Ab dem Ende des 17. Jahrhunderts besorgten die Chorherren der Prämonstratenserabtei Wadgassene die Pfarrseelsorge. Das änderte sich, als die Pfarrei St. Johann zuerst aufgrund des Konkordats mit Napoleon Bonaparte im Jahr 1801 und wegen der kirchlichen Neuordnung 1821 im Gefolge des Wiener Kongresses dem Bistum Trier (bis dahin Bistum Metz) zugeteilt wurde.

### Anwachsen der Pfarrei und Abpfarrungen
Während die Seelenzahl der Pfarrei St. Johann im Jahr 1758 noch 800 betragen hatte, war sie im Jahr 1808 auf etwa 2000 angestiegen. Als man im Jahr 1908 die 150-Jahr-Feier von St. Johann beging, hatten sich im Zuge der Industrialisierung des Saartales elf Tochterpfarreien und Vikarien gebildet:
| - Burbach: 12.300 Katholiken - Dudweiler: 7.000 Katholiken - Herrensohr: 3.200 Katholiken - Gersweiler: 2.200 Katholiken | - St. Johann: 12.000 Katholiken - Rentrisch-Scheidt: 1.950 Katholiken - Brebach: 3.300 Katholiken - Malstatt: 16.000 Katholiken | - Saarbrücken: 9.200 Katholiken - Sulzbach: 10.500 Katholiken - Hühnerfeld: 1.800 Katholiken |  |

Zusammen waren das 79.450 Katholiken, was einem Fünfzehntel der Katholikenzahl des gesamten Bistums Trier (1.222.000 Katholiken) entsprach. Das Dekanat Saarbrücken zählte damals 147.000 Katholiken, einem Achtel der Katholikenzahl des gesamten Bistums Trier.
Als erste wurde nach zehnjährigen Auseinandersetzungen mit den kommunalen und staatlichen Behörden im Jahr 1865 die Pfarrei St. Marien (Dudweiler) abgetrennt. Im Jahr 1873 folgte die Weihe der Kirche und im Jahr 1885 die Errichtung einer Pfarrei in Burbach (St. Eligius (Saarbrücken-Burbach)). Im selben Jahr 1885 wurden außerdem die Pfarreien Sulzbach (Allerheiligen) und Friedrichsthal (ursprünglich St. Michael nach der 1873 geweihten Kirche, seit 1928 hieß die Pfarrei nach der neuerbauten Pfarrkirche St. Marien) abgetrennt. Der jahrzehntelange Streitpunkt zwischen Stadt und Pfarrei, nämlich die Einrichtung einer eigenen Pfarrei mit Kirche im protestantisch geprägten Saarbrücken, wurde in den folgenden Jahren beigelegt: Im Jahr 1884 begannen die Bauarbeiten für St. Jakob, die im Jahr 1887 mit der Konsekration der Kirche und der Einsetzung eines eigenen Pfarrers abgeschlossen wurden. Im Jahr 1887 folgten Gersweiler (St. Michael), im Jahr 1888 Malstatt (St. Josef), im Jahr 1894 Brebach (Maria Hilf), im Jahr 1901 Rentrisch (Hl. Familie, Erhebung zur Pfarrei allerdings erst 1923). Nach 1910 kam es im Bereich der vier Pfarrbezirke des im Jahr 1909 zu einer Großstadt vereinigten Saarbrücken (St. Johann, St. Eligius, St. Jakob, St. Josef) zu weiteren Aufteilungen: Burbach (Herz-Jesu) im Jahr 1913 (Erhebung zur Pfarrei im Jahr 1922), Rußhütte (St. Marien) im Jahr 1919 (Erhebung zur Pfarrei im Jahr 1922), Jägersfreude (St. Hubertus) im Jahr 1920 (Erhebung zur Pfarrei im Jahr 1927), St. Michael im Jahr 1923 (Erhebung zur Pfarrei im Jahr 1926), Christkönig im Jahr 1927 (Erhebung zur Pfarrei im Jahr 1929), Schafbrücke (St. Theresia) im Jahr 1936, St. Antonius von Padua (Rastpfuhl) im Jahr 1925 (Erhebung zur Pfarrei im Jahr 1938 bzw. 1953), Rodenhof (St. Albert) im Jahr 1938 (Erhebung zur Pfarrei im Jahr 1943), St. Mauritius im Jahr 1931 (Erhebung zur Pfarrei im Jahr 1943 bzw. 1953), Rotenbühl (Maria Königin) im Jahr 1941.

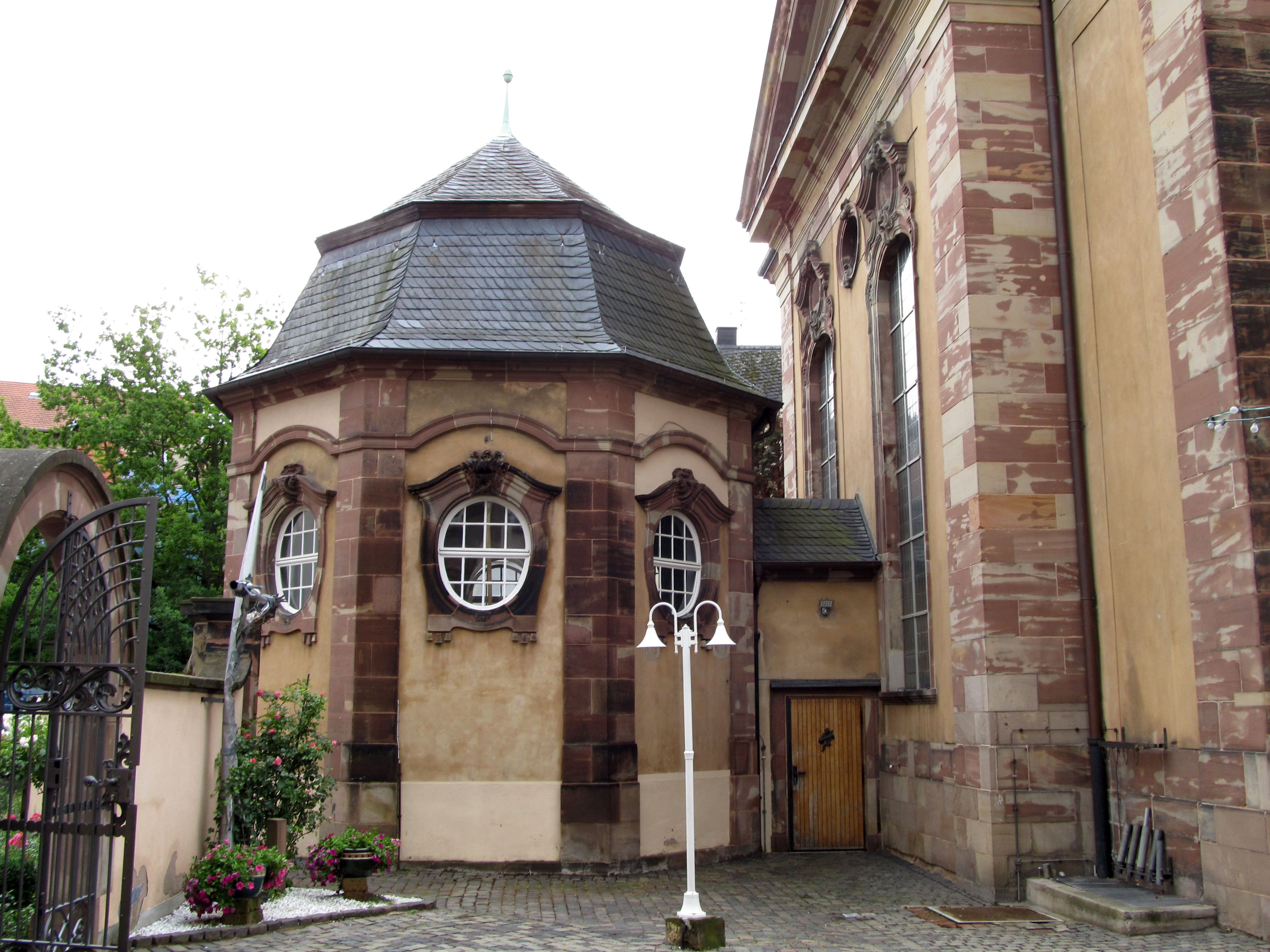
Sakristei, Anbau aus dem Jahr 1907

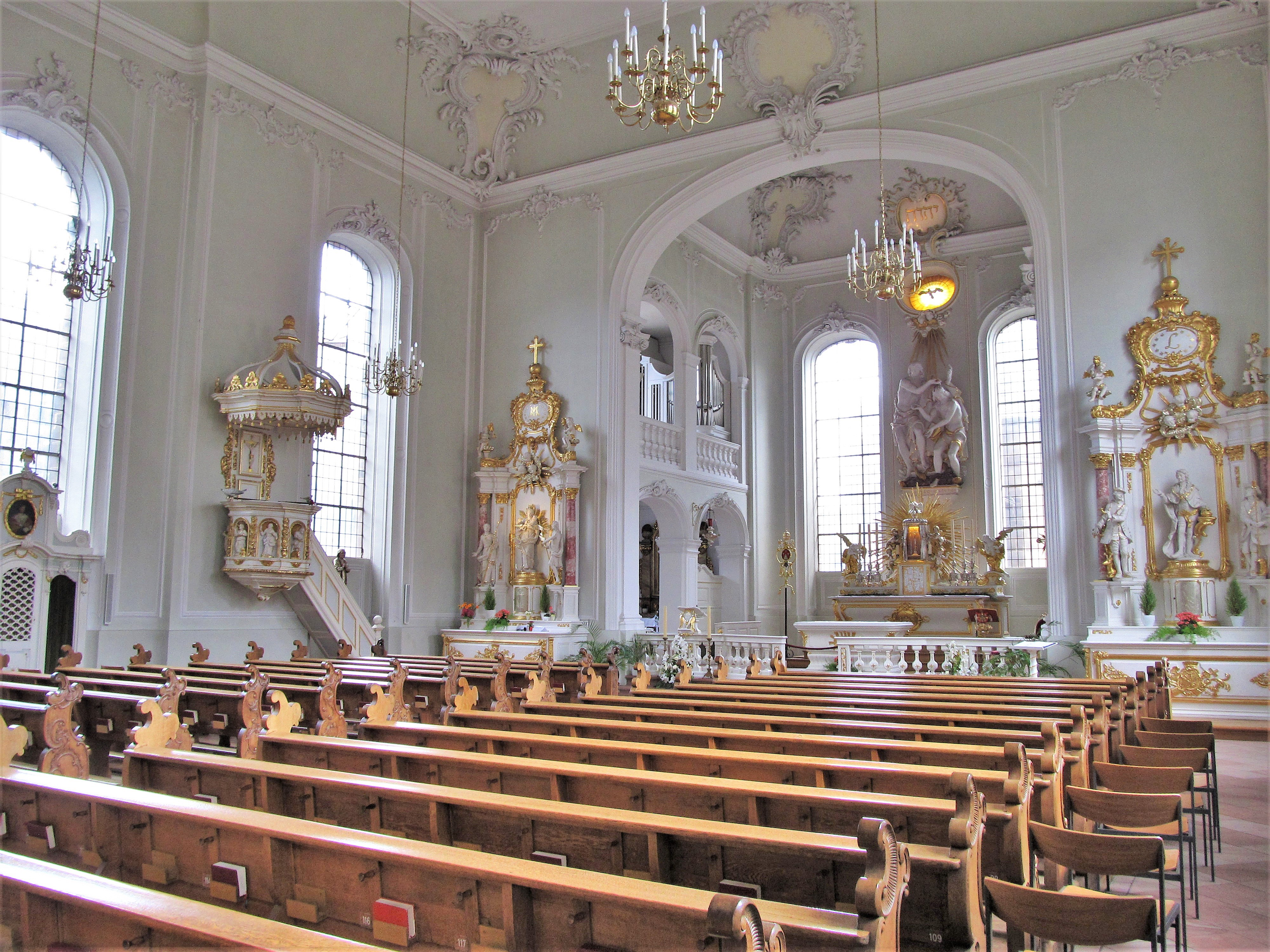
Innenraum nach der Rebarockisierung in den 1970er Jahren

Nach dem Zweiten Weltkrieg kam es noch zu folgenden Abtrennungen: Malstatt (St. Paulus) im Jahr 1945, Scheidt (St. Ursula) im Jahr 1949, Güdingen (Hl. Kreuz) im Jahr 1951, Bübingen (St. Katharina) im Jahr 1951, St. Arnual (St. Pius) im Jahr 1954, Ostviertel (St. Elisabeth) im Jahr 1954. Von der ehemaligen Kantonalpfarrei St. Johann heute übriggeblieben ist eine reine Innenstadtpfarrei mit etwas über 3 000 Seelen.

### Restaurierungen und andere bauliche Veränderungen
Im 19. Jahrhundert wurde die Kirche St. Johann mehrfach restauriert:
- 1835–36 (Architekt: Fr. Hochapfel)
- 1869–70 (Architekt: Carl Benzel (Saarbrücken))
- 1879 (Architekt: H. Langwied)
- Im Jahr 1907 erfuhr das Kirchengebäude unter Leitung des Architekten Gustav Schmoll genannt Eisenwerth (Saarbrücken) eine Erweiterung um eine Sakristei, eine seitliche Wandelhalle und das Grundstück erhielt eine Umfassungsmauer im barockisierenden Jugendstil.
- In den Jahren 1972–1975 wurde eine umfassende Restaurierung und Rebarockisierung des Inneren vorgenommen. Die Neustuckierung nahm die Firma Fuchs aus Würzburg vor. Der Raum wurde weiß und meeresgrün gefasst, so wie er im Jahr 1757 von Michael Krieger konzipiert worden war, davor hatten Restauratoren 18 alte Farbschichten aus 217 Jahren abgehoben. Der Deckenspiegel zeigt den Pelikan mit seinen Jungen als Allegorie der liebenden Hingabe. Der Deckenstuck im Chorbereich zeigt das apokalyptische Lamm, umgeben von den Symbolgestalten der Evangelisten am Deckenspiegel des Altarraumes: Mensch, Löwe, Stier und Adler. Am Chorbogen wurden die Wappenkartuschen von Papst Paul VI. und Bischof Bernhard Stein angebracht.

Bei Baumfällarbeiten im April 1974 kam unter der Wurzel einer Pappel der Grabstein des St. Johanner Henkers Johann Nikolaus Rehm ans Tageslicht, der aufgrund seines unehrenhaften Berufes außerhalb des inneren Friedhofbezirks bestattet worden war. Sein Richtschwert ist im Saarland-Museum aufbewahrt.

### Erhebung zur Basilika
Ihren heutigen Titel Basilica erhielt die Kirche 1975 infolge einer Erhebung zur päpstlichen Basilica minor durch Papst Paul VI. Die traditionsreichste katholische Kirche Saarbrückens ist inzwischen in eine Großgemeinde von ehemals fünf Pfarreien integriert.

## Kirchenäußeres

### Hauptschiff und Turm
Das Kirchengebäude ist ein klar strukturierter Barockbau. Der Turm der Kirche ist in die Fassade der Vorderfront integriert und bildet mit ihr eine streng gegliederte Einheit. Sowohl in der Höhe, als auch in der Breite ist diese Gliederung der Vorderfront sichtbar, zum einen in der Abfolge von drei Stockwerken in der Höhe und zum anderen eine entsprechende Dreiteilung in Fenster-, Portal- und Giebelzonen in der Breite. Das saalförmige Kirchenschiff mit integrierten Altarraum verfügt über sechs Achsen.

### Sakristei und Portale
An die Rückseite der Kirche ist eine separate Sakristei angebaut, die über eine Tür mit dahinterliegendem kurzen Korridor hinter dem Hochaltar zugänglich ist.
Das im Jahr 1986 erneuerte Eingangsportal stammt vom Saarbrücker Künstler Ernst Alt. Das Bronzeportal zeigt auf dem linken Türflügel Szenen aus dem Leben Johannes des Täufers aus dem Neuen Testament, rechts die damit korrespondierenden Szenen aus dem Leben und der Leidensgeschichte Jesu Christi. Die Szenen links und rechts sind thematisch aufeinander bezogen. Die Halterungen der seitlichen Handläufe wurden  ebenfalls in Bronze gegossenen und stellen die vier Lebensalter Kindheit, Jugend, Erwachsensein und Alter durch verschieden alte Hände dar. Der äußere Türgriff hat die Form zweier Muschelschalen, der an der Innenseite des Portals ist als Januskopf mit der Unterschrift Bonus intra-melior exi (Als Guter tritt ein, als Besserer gehe hinaus!) gegossen.

## Kircheninneres

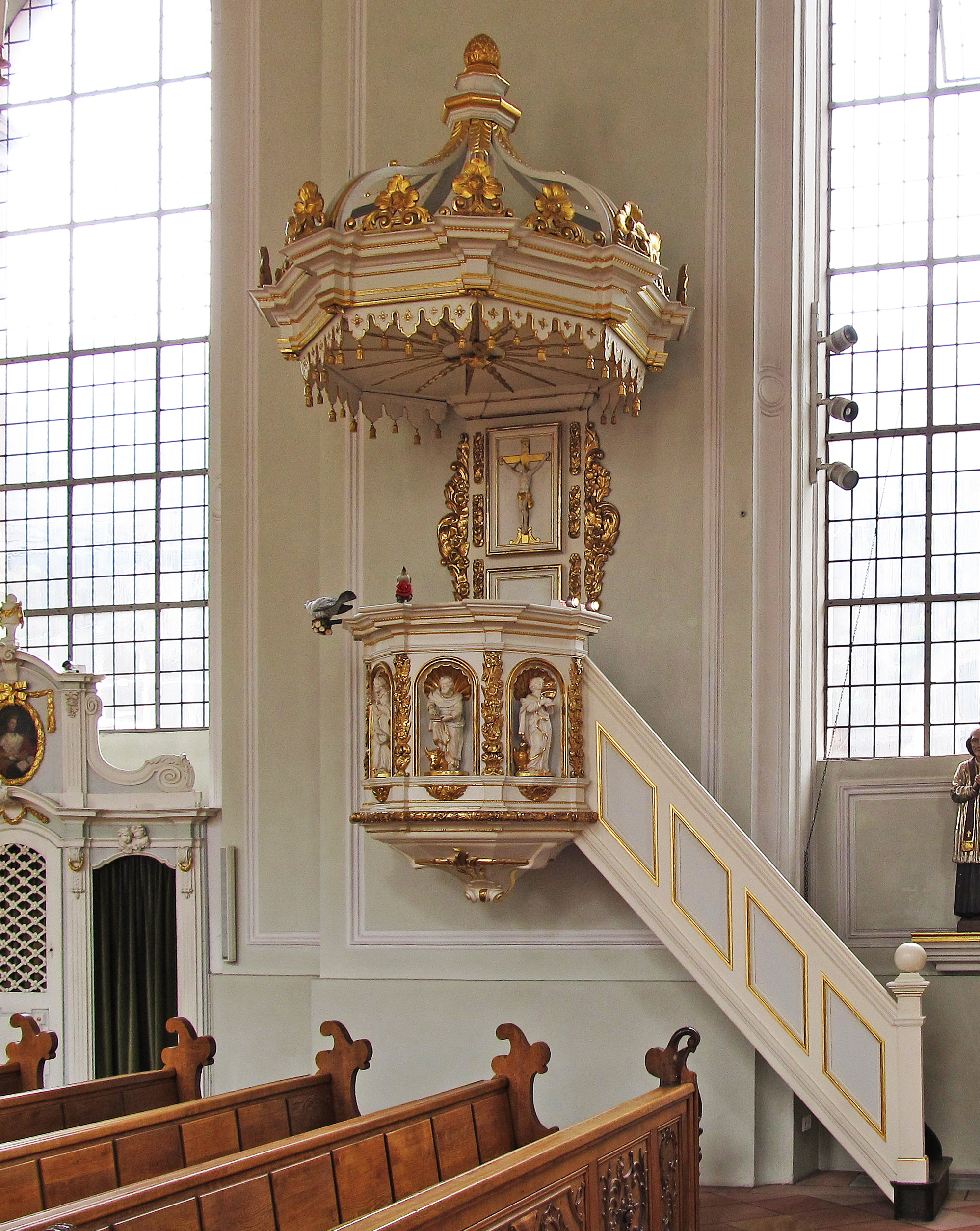
Kanzel

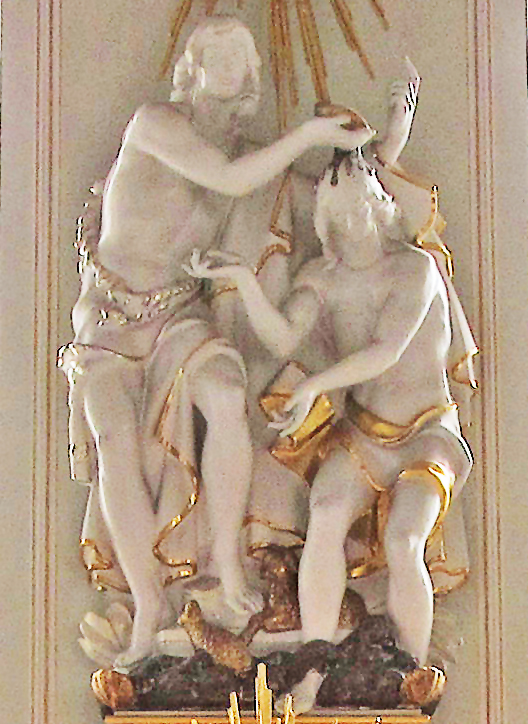
Täufergruppe

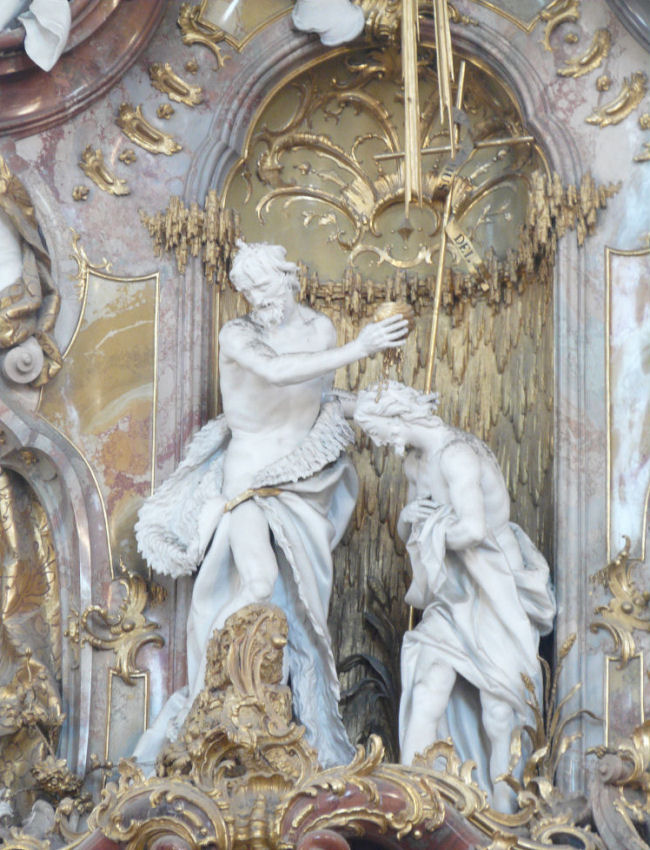
Klosterkirche Ottobeuren, Täuferszene, Vorbild der St. Johanner Skulpturengruppe

### Kanzel
Bedeutendster Teil der goldverzierten Ausstattung ist die Kanzel, die vom Zimmermeister Hackspill und dem Bildhauer Graner im Jahr 1764 geschaffen wurde. Sie ist eine Stiftung des Wadgasser Abtes Michael Stein. Die Muschelnischen des Kanzelkorbes zeigen Figuren der vier Evangelisten und Christus als Lehrer. Der Schalldeckel endet in schlingenden Voluten, die eine Hopfendolde tragen. An der Innenseite des Schalldecks schwebt die Taube des Hl. Geistes als Allegorie der Inspiration.

### Beichtstühle
Zur weiteren Ausstattung gehören vier Rokoko-Beichtstühle, mit Darstellungen von vier biblischen Sündern, die ihre Fehler erkannten, Reue zeigten und dadurch Vergebung erlangten: König David, Maria Magdalena, Petrus und der Schächer am Kreuz. Die Beichtstühle wurden im Jahr 1789 mit dem Einbau der Orgelempore angeschafft.

### Kreuzwegstationen und Tabernakel
Die ovalen Kreuzwegstationen malte Hans Schroedter aus Hausen vor Wald im Jahr 1921.
Der Barock-Bildhauer Wunibald Wagner schuf anbetende Engel, die das Tabernakel flankieren. Das Tabernakel ist von einem strahlenden vergoldeten Lichterkranz und Putti umgeben.

### Seitenaltäre
Die beiden Seitenaltäre (Breite: 2,55 m, Tiefe: 1,30 m; Höhe: 5,50 m) wurden bei der Renovierung in den 1970er Jahren dem im Jahr 1768 von der Bildhauerwerkstatt Guldner aus Berus gefertigten, original-barocken Nikolaus-Altar im benachbarten Saargemünd nachempfunden. Sie enthalten barocke Stuckfiguren von Wunibald Wagner (Höhe 1,30 m). Auf dem Marienaltar (linker Seitenaltar) befindet sich die Statue der Jungfrau Maria mit dem Jesuskind, flankiert vom hl. Josef (links) und dem hl. Johannes dem Täufer (rechts). Der Ludwigsaltar (rechter Seitenaltar) zeigt die Statuen des zweiten Kirchenpatrons, des hl. Ludwig von Frankreich (Mitte), außerdem den hl. Hubertus (links) und den heiligen Wendelin (rechts). Die Figuren stammen aus dem Jahr 1764.

### Gotische Pieta
Die spätgotische Pietà im Eingangsbereich wurde von Pfarrer Philipp Kremer (Amtszeit 1929–1946) durch Vermittlung des Trierer Diözesanmuseums erworben und in den frühen 1950er Jahren durch Hermann Greweling aus St. Wendel restauriert und neu gefasst.

### Conopeum
Im Altarraum befindet sich ein Baldachin (Conopeum), ein stilisierter gelb-roter Schirm mit gekreuzten Schlüsseln, dem traditionellen Ehrenzeichen für den Rang einer Kirche als Basilika. Ein weiteres solches Ehrenzeichen ist das auch im Altarraum aufgestellte Tintinnabulum, ein Stab mit Glocke, Wappenschild und Tiara.

### Fenster
Um 1900 hatte Professor Alexander Linnemann aus Frankfurt sechs Glasfenster geschaffen. Als Ersatz für die im Zweiten Weltkrieg zerstörten Fenster wurden im Jahr 1957 durch den Münchener Künstler Franz Xaver Wilfried Braunmiller neue farbige Fenster entworfen und in der Mayer’schen Hofkunstanstalt gefertigt. Sie wurden bei der Restaurierung der 1970er Jahre ausgebaut, im Langwied-Stift neu installiert und durch eine weiße Barock-Verglasung ersetzt.

### Armseelenkapelle

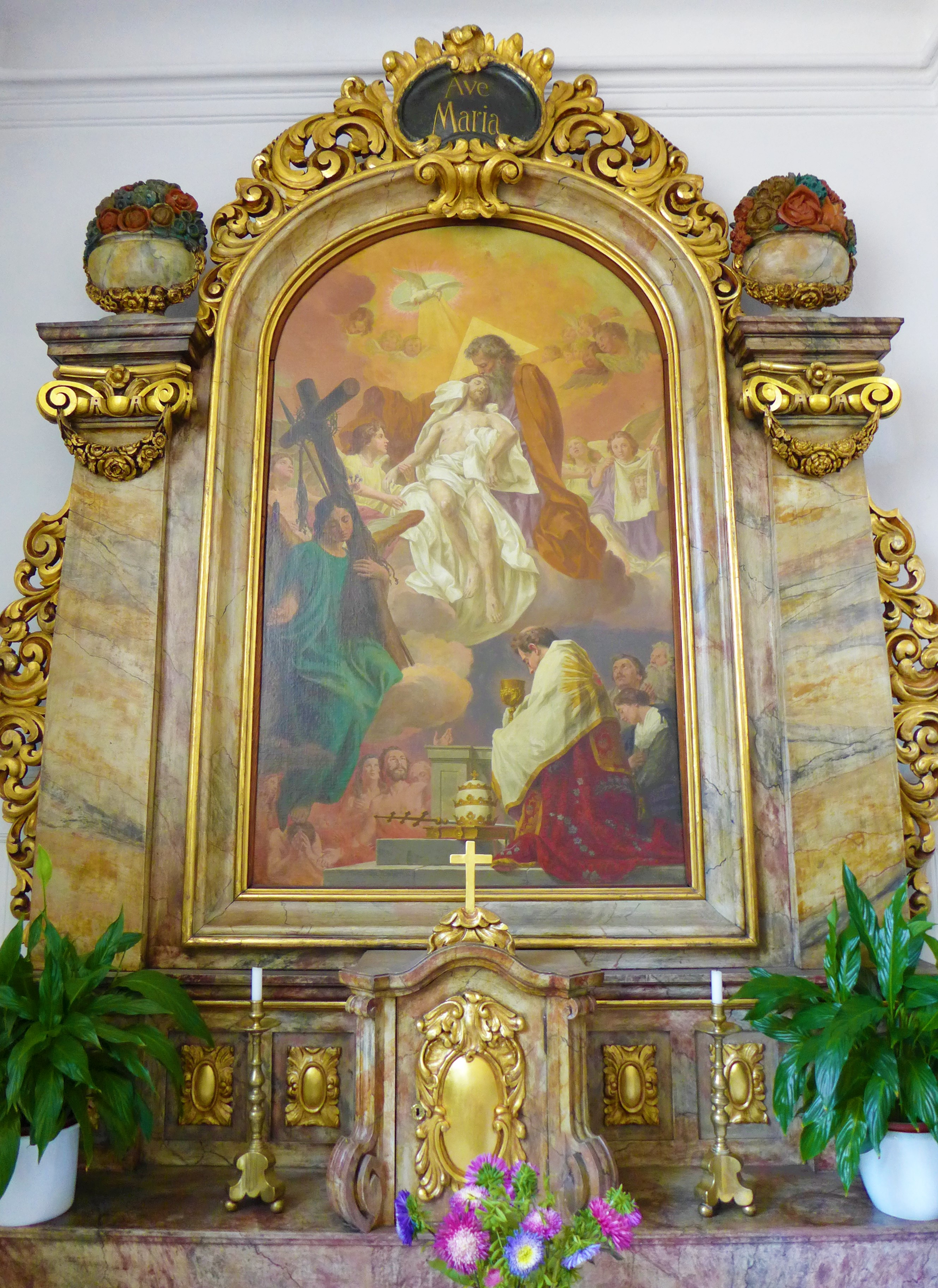
Leonhard Thomas Altarbild der Armseelenkapelle

Für die im Jahr 1920 von Prälat Alois Echelmeyer eingerichtete Armseelenkapelle (ursprünglich Sakristei, dann Taufkapelle), die auch als Gedächtnisstätte für die im Ersten Weltkrieg gestorbenen Söhne der Pfarrei dienen sollte, stifteten Arnold Becker (1853–1928) und Gertrud Becker, geb. Sinn (1860–1949) (Bekleidungshaus Sinn in der Saarbrücker Bahnhofstraße), ein Altarbild. Anlass war der Soldatentod ihres jüngsten Sohnes Paul, der im Jahr 1915 im Alter von 19 Jahren bei den Kämpfen in Lothringen gefallen war. Maler des Altarbildes war der aus Fischach in Bayerisch-Schwaben stammende Leonhard Thoma, der sich durch die Ausstattung der St. Anna-Basilika in Altötting einen Namen gemacht hatte. Thomas St. Johanner Gemälde ist eine verkleinerte Kopie des Originals in der St. Anna-Basilika in Altötting („Altar des kostbaren Blutes“ in einer der rechten Seitenkapellen). Das Bild in neobarockem Rahmen trägt den Titel Thron der Gnade und zeigt eine modifizierte Gnadenstuhl-Szene mit den Armen Seelen, die durch das Messopfer von ihren Fegefeuerqualen erlöst werden.
Auf den Stufen eines Altares ist ein Priester in Tonsur und barockisierenden Messgewändern niedergesunken. Zur Umfassung des Kelches in Rokoko-Formen hat er seine Hände mit einem weißen, goldumsäumten Segensvelum verhüllt. Auf das Velum ist ein barocker Strahlenkranz mit dem dornenumrankten Herzen Jesu im Zentrum appliziert. Die rote Grundfarbe des reich ornamentierten Messgewandes deutet auf die Karfreitagsliturgie hin. Auf der obersten Altarstufe, zur Linken des Priesters, liegt ein prächtiges Missale. Darüber sind die päpstliche Tiara sowie die mit drei Querbalken versehene Ferula des römischen Bischofs angeordnet. Die Machtsymbole der römischen Kirche bezeichnen diese als Verwalterin des „Thesaurus ecclesiae“, des unerschöpflichen Gnadenschatzes der Kirche, dessen Früchte durch das fürbittende Gebet im Messopfer den Sündern nutzbar gemacht werden können.
Zur Rechten des Priesters hat der Künstler Leonhard Thoma drei Teilnehmer der Messliturgie positioniert: Während eine junge Frau in Andacht ihr Haupt senkt und mit der Rechten ihre Brust berührt, faltet ein junger Mann seine Hände zum Gebet und blickt zusammen mit einem bärtigen Greis in inniger Ergriffenheit auf die himmlische Vision des Gnadenstuhles oberhalb des Altares.
Den irdischen Messteilnehmern entsprechen hinter dem Altar arme Seelen im Fegefeuer. Sie sind in drastisch realistischer Weise als fünf menschliche Gestalten zu erkennen. Während einige in Reue ob ihrer sündigen Taten während ihres Erdenlebens niederfallen, blickt eine weibliche Gestalt mit über der Brust verschränkten Armen sowohl zum Messopfer als auch zur Gnadenstuhlvision auf. Die Gestalt eines jungen Mannes mit ausgebreiteten Armen stellt für den Betrachter eine optische Verbindung zwischen dem Opfergeschehen auf dem Altar und der im bußfertigen Gebet zusammengekauerten Seele eines zeitlich Verdammten am linken unteren Bildrand her. Der Künstler lässt die gequälten Körper der armen Seelen von glühend roten Flammen umzüngelt sein.
Im farblichen Komplementärkontrast zu den Fegefeuerflammen fällt das grüne Gewand eines Engels wie ein himmlisches Trostsymbol in den Bereich der Elenden im Purgatorium. Der Engel, der mit leidvoller Miene auf die armen Seelen blickt, scheint von einer Wolkenbank zu den Sündern herabgleiten zu wollen. Er trägt die Passionswerkzeuge Christi: In seiner Rechten hält er das Rohrkolbenszepter der Verspottung Jesu als König der Juden. In seiner linken Hand trägt er das Kreuz mit der Dornenkrone, die Longinuslanze sowie die Geißel der Folterung.
Hinter ihm hält ein jugendlicher Engel die Kreuzigungsnägel empor. Ein über den Messteilnehmern schwebender jugendlicher Engel in violetter Dalmatika, der liturgischen Farbe der Buße, zeigt dem Betrachter das Schweißtuch der Veronika. Neben ihm ringt ein weiterer Engel mit Blick auf die Gnadenstuhlszene in Mitleid und Verzweiflung die Hände. Im gold- und rosafarbenen Gewölk im oberen Bereich des Bildes schweben geflügelte, körperlose Putti. Darüber fliegt in einer strahlenden Lichtgloriole der Heilige Geist in Gestalt einer Taube. Er sendet helle Gnadenstrahlen auf das Geschehen herab.
Zentrum des Bildes bilden Gottvater mit dem gekreuzigten Jesus. Abweichend von den sonst üblichen Gnadenstuhldarstellungen, bei denen Gottvater als gekrönter Himmelsherrscher dem Betrachter den Kruzifixus präsentiert, stellt Thoma Gottvater als leidenden Vater dar, der in traurig-zärtlicher Weise sein von einem Dreiecksnimbus umgebenes Haupt an den Körper des getöteten Jesus schmiegt, der leblos auf seinem Schoß ausgebreitet liegt. So wie der Priester mit seinem Velum den Messkelch ehrfürchtig einhüllt, umfängt Gott den ausgestreckten Körper seines geopferten Sohnes behutsam mit einem weißen Leinentuch. Ein jugendlicher Engel ergreift sanft die durchbohrte rechte Hand des Gekreuzigten. Der Künstler überträgt die Ikonographie der Pietàdarstellungen von Jesus auf dem Schoß seiner Mutter Maria auf Gottvater. Gottvater präsentiert seinen Sohn Jesus Christus den Menschen als denjenigen, der für ihre Sünden am Kreuz gestorben ist. Das Bild visualisiert ganz die lehramtlichen tridentinischen Aussagen zur Eucharistie: Wahrhaft, wirklich und substantiell ist Jesus Christus in der Eucharistie enthalten. Bei der Kommunion wird Jesus nicht nur geistig, sondern wirksam und real empfangen. Die Weise seiner Gegenwart ist die Substanzenwandlung, die in gültiger Weise nur ein katholischer Priester vollziehen kann. Jesus Christus ist in den Abendmahlselementen ganz enthalten. Die Anbetung der Eucharistie ist eine besondere Weise der Gottesverehrung. Die würdige Teilnahme an der Eucharistie bedingt den Stand der heiligmachenden Gnade. Das Messopfer ist ein wirkliches und eigentliches Opfer. Es ist ein Sühneopfer. Im Messopfer wird das Kreuzopfer in unblutiger Weise vergegenwärtigt und kann für Lebende sowie Verstorbene im Fegefeuer nutzbar gemacht werden.
Der Altarauszug zeigt in reichem, vergoldetem Rankenwerk auf einer dunklen Kartusche die Inschrift „Ave Maria“, den Anfang des Gebetes für eine gute Sterbestunde. Auf den flankierenden Pilasterkapitellen sind Schalen mit Rosengestecken positioniert, die auf die Anrufung Mariens als „Rosa mystica“ in der Lauretanischen Litanei Bezug nehmen.

### Täufergruppe
Der Trierer Bildhauer Arnold Hensler entwarf im Jahr 1934 als Gewinner eines Gestaltungswettbewerbes die Täuferszene auf dem Hochaltar, die sich in moderner Interpretation an einer barocken Täufergruppe im Kloster Ottobeuren orientierte. Die Firma Mettler in Morbach fertigte die Skulpturengruppe. Leiter der damaligen Kunstaktion zur Gestaltung der Kirche war der spätere Kölner Dombaumeister Willy Weyres. Über der Täuferszene befindet sich ein ovales Fenster in der Apsis mit der Taube als Symbol des Heiligen Geistes vor goldgelbem Hintergrund. In einer Kartusche darüber sind die vier hebräischen Buchstaben des Gottesnamens Jahwe dargestellt

## Orgel

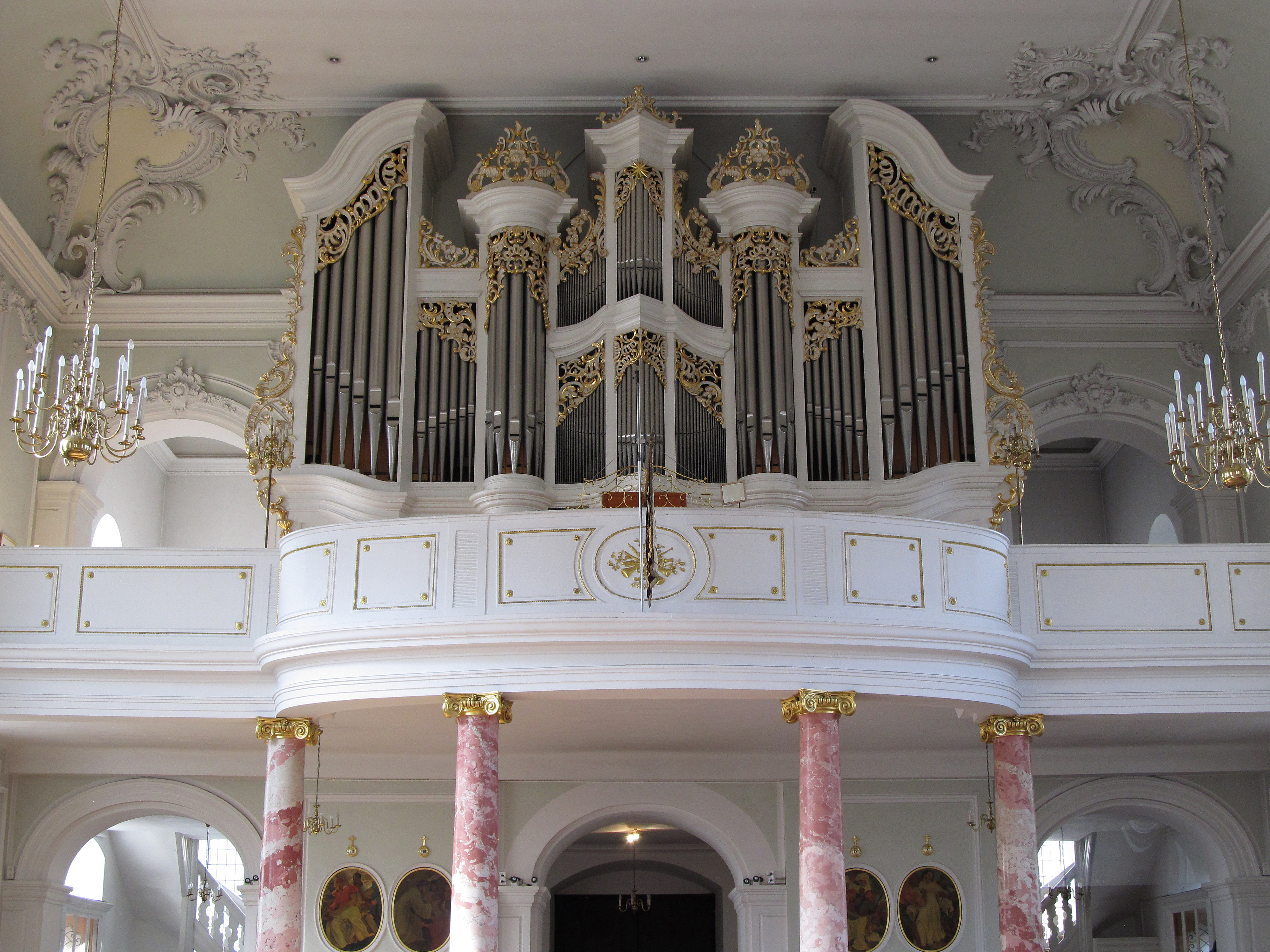
Hauptorgel

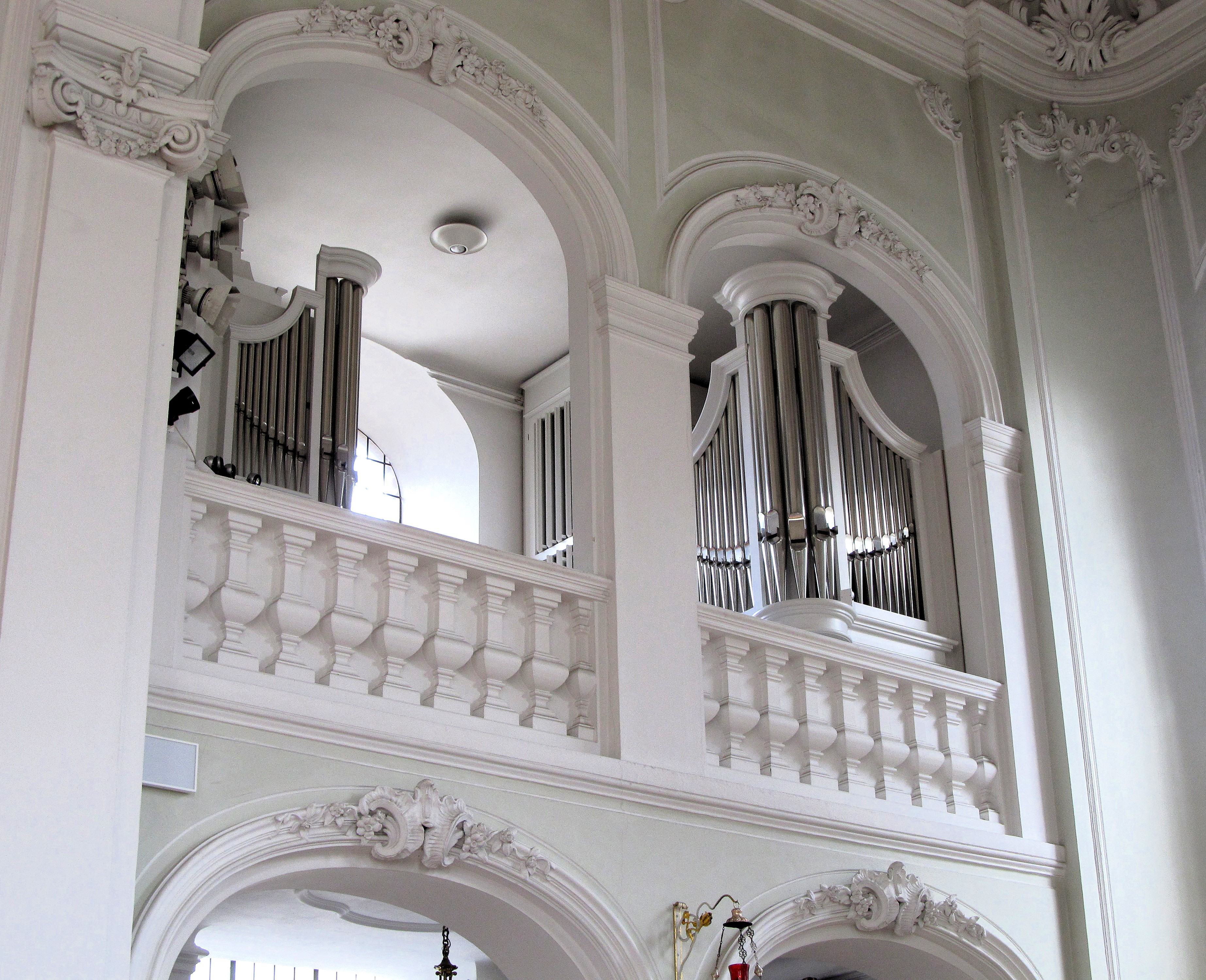
Marienorgel

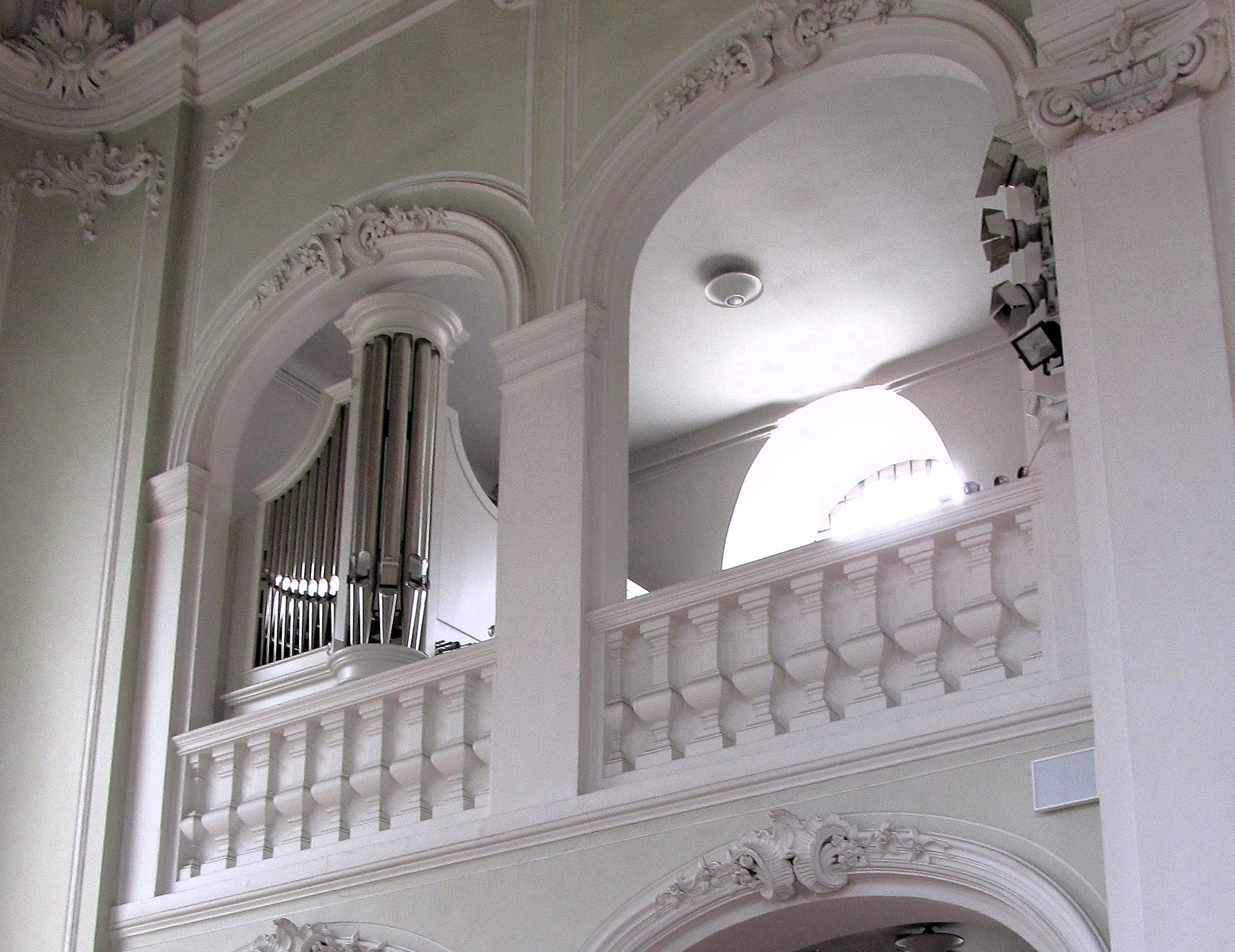
Ludwigsorgel

In der Basilika St. Johann befindet sich eine dreiteilige Orgelanlage mit 61 Registern und 4.138 Pfeifen. Das Instrument ist nach der Orgel der Christkönig-Kirche in Saarbrücken-St. Arnual (68 Register) die zweitgrößte Orgel im Saarland.
Die Hauptorgel auf der Westempore hat 45 Register, verteilt auf drei Manualwerke und Pedal. Das Instrument wurde 1975 von der Orgelbaufirma Klais (Bonn) erbaut, unter Wiederverwendung von Pfeifenmaterial aus der Klais-Orgel von 1933. In den Jahren 2000 und 2005 wurde das Instrument von Hugo Mayer (Heusweiler) umgebaut und erweitert. Die Gehäusegestaltung orientiert sich an einen Prospekt-Entwurf des Orgelbauers Stumm. Das klangliche Konzept der Hauptorgel ist vom italienischen Barock inspiriert; das Instrument trägt daher den Namen Italienisches Werk.
2000 baute Hugo Mayer auf den vorderen Seitenemporen (in den früheren Fürstenlogen) zwei weitere Instrumente. Die Marienorgel (mit 13 Registern und einer Transmission) auf der linken Seite hat die Funktion einer Chororgel und verfügt über einen zweimanualigen Spieltisch mit mechanischer Spiel- und elektrischer Registertraktur. Die Marienorgel heißt auch Französisches Werk, da dessen Disposition an Intonation und Mensuren des Schwellwerkes der Cavaillé-Coll-Mutin-Orgel (1903) in der Kirche Notre-Dame l'Assomption in Metz angelehnt wurde.
Die drei Register der Ludwigsorgel auf der rechten Seite wurden als Chamade-Werk in Anlehnung an die Chamaden der Evangelienorgel in der Catedral Nueva in Salamanca ausgeführt. Sie verfügt über keinen eigenen Spieltisch, sondern ist dem 5. Manual des Generalspieltisches auf der Westempore zugeteilt.
Im Zusammenhang mit dem Bau der Marien- und Ludwigsorgel im Jahre 2000 wurde die Hauptorgel um zwei 32'-Pedalregister erweitert. Dabei wurde der dreimanualige Spieltisch der Hauptorgel von 1975 durch einen neuen fünfmanualigen Generalspieltisch ersetzt, von dem aus alle drei Orgeln gespielt werden können. Die Spieltraktur des I., II. und IV. Manuals (Hauptwerk, Positiv und Brustwerk der Hauptorgel) und des Pedals ist mechanisch, die des III. und V. Manuals (Marien- und Ludwigsorgel) elektrisch, ebenso wie die Registertraktur des Generalspieltisches und des Spieltisches der Marienorgel. 2005 erhielt die Hauptorgel eine Voix humaine Jean-Paul II 8′ (im eigenen Schwellkasten), die dem V. Manual zugeordnet ist. Die Disposition:
| I Hauptwerk C–a3 |                    |        |     |
| 01.              | Quintade           | 16′    |     |
| 02.              | Principal          | 08′    |     |
| 03.              | Bifaria (ab B)     | 08′    |     |
| 04.              | Holzflöte          | 08′    | (K) |
| 05.              | Octave             | 04′    |     |
| 06.              | Blockflöte         | 04′    |     |
| 07.              | Quinte             | 02 ⁄3′ |     |
| 08.              | Superoctave        | 02′    |     |
| 09.              | Mixtur V           | 02′    |     |
| 10.              | Cymbel III         | 01⁄2′  |     |
| 11.              | Cornet V (ab b0) 0 | 08′    | (K) |
| 12.              | Trompete           | 08′    |     |
| 13.              | Vox humana         | 08′    |     |

| II Positiv (schwellbar) C–a3 |                |          |     |
| 14.                          | Holzgedeckt    | 08′      |     |
| 15.                          | Salicional     | 08′      |     |
| 16.                          | Principal      | 04′      |     |
| 17.                          | Rohrflöte      | 04′      |     |
| 18.                          | Octave         | 02′      |     |
| 19.                          | Spitzflöte     | 02′      | (K) |
| 20.                          | Larigot        | 01 ⁄3′   | (K) |
| 21.                          | Scharff IV     | 01 ⁄3′   |     |
| 22.                          | Sesquialter II | 02 ⁄3′ 0 | (K) |
| 23.                          | Cromorne       | 08′      |     |
| 24.                          | Hautbois       | 04′      |     |
|                              | Tremulant      |          |     |

| III Récit expressif (Marienorgel) C–a3 |                      |       |     |
|                                        | Erstes Manualwerk    |       |     |
| 25.                                    | Bourdon              | 16′   | (M) |
| 26.                                    | Diapason             | 08′   | (M) |
| 27.                                    | Flûte harmonique     | 08′   | (M) |
| 28.                                    | Flûte traversière    | 04′   | (M) |
| 29.                                    | Octavin              | 02′   | (M) |
| 30.                                    | Plein jeu IV-V       | 02′   | (M) |
| 31.                                    | Trompette harmonique | 08′ 0 | (M) |
|                                        | Tremblant (forte)    |       | (M) |
|                                        |                      |       |     |
|                                        | Zweites Manualwerk   |       |     |
| 32.                                    | Cor de nuit          | 08′   | (M) |
| 33.                                    | Viole de Gambe       | 08′   | (M) |
| 34.                                    | Voix céleste         | 08′   | (M) |
| 35.                                    | Basson               | 16′   | (M) |
| 36.                                    | Hautbois             | 08′   | (M) |
| 37.                                    | Clairon              | 04′   | (M) |
|                                        | Tremblant (forte)    |       | (M) |

| IV Brustwerk C–a3 |             |          |     |
| 38.               | Rohrflöte   | 08′      | (K) |
| 39.               | Gedackt     | 04′      |     |
| 40.               | Nasard      | 02 ⁄3′ 0 | (K) |
| 41.               | Doublette   | 02′      | (K) |
| 42.               | Terz        | 01 3⁄5′  | (K) |
| 43.               | Sifflet     | 01′      |     |
| 44.               | Acuta IV    | 01⁄2′    |     |
| 45.               | Holzregal 0 | 16′      |     |
|                   | Tremulant   |          |     |

| V Chamade-Werk (Ludwigsorgel) C–a3 |                        |       |        |
| 46.                                | Trompeta magna         | 16′   | (M)    |
| 47.                                | Trompeta real          | 08′   | (M)    |
| 48.                                | Clarin                 | 04′   | (M)    |
| 49.                                | Voix humaine J. P. II0 | 08′ 0 | (2005) |
|                                    | Tremulant (für Nr. 49) |       |        |
|                                    | Glockenspiel           |       |        |

| Pedal C–g1 |                |        |     |
| 50.        | Untersatz      | 32′    | (M) |
| 51.        | Principal      | 16′    |     |
| 52.        | Subbass        | 16′    | (K) |
| 53.        | Octave         | 08′    | (K) |
| 54.        | Spielflöte     | 08′    |     |
| 55.        | Superoctave    | 04′    |     |
| 56.        | Waldflöte      | 02′    | (K) |
| 57.        | Hintersatz IV  | 02⁄3′0 |     |
| 58.        | Kontrafagott   | 32′    | (M) |
| 59.        | Posaune        | 16′    |     |
| 60.        | Holztrompete 0 | 08′    |     |
| 61.        | Schalmey       | 0 4′   |     |

- Koppeln im Generalspieltisch: II/I (mechanisch), III/I, IV/I, V/I, III/II, IV/II, I/P (mechanisch), II/P, III/P, IV/P, V/P.
- Spielhilfen:  6.400 Setzerkombinationen, Sequenzer, Tutti, Récit expressif ab, Schwelltritte für II. und III. Manual.
- Nebenregister: Cymbelstern, Rossignol, Cuculus.
- Anmerkungen:

(K) = Register der Klais-Orgel (1933)
(M) = Register von Hugo Mayer (2000)
(2005) = Register von Hugo Mayer (2005)
ohne Jahresangabe = Register der Klais-Orgel (1975)
1. ↑  Zuteilung der Register zum ersten und zweiten Manual des Spieltisches der Chororgel.
2. ↑  Das Register ist als Transmission auch im Pedal des Spieltisches der Chororgel unter der Bezeichnung  "Soubasse 16'" verfügbar.

## Glocken
Im Jahr 1793 wurden das gesamte Geläut kriegsbedingt requiriert. Im Jahr 1835 stiftete der preußische König Friedrich Wilhelm III. drei Eisenglocken, die von der Sayner Hütte gegossen worden waren. Um 1910 wurden von der Glockengießerei Schilling in Apolda vier Glocken (des´, es´ f´, as´) mit einem Gesamtgewicht von 5219 kg geliefert. Im Jahr 1928 goss die Apoldaer Glockengießerei Ulrich nach der Kriegsrequirierung des Ersten Weltkrieges drei Glocken (c´, es´, f´). Bis auf eine Restglocke wurden in den Jahren 1940 und 1942 während des Zweiten Weltkrieges fast alle Glocken für die sogenannte Metallspende des deutschen Volkes requiriert. Die Restglocke (f´) wurde im Jahr 1955 eingeschmolzen.
In der Nachkriegszeit fertigte man in der Glockengießerei Mabilon in Saarburg ein neues Geläut. Hier entstanden im Jahr 1955 vier Glocken mit der Tonfolge c´, e´, g´, a´ als Salve-Regina-Motiv. Aktuell hängt das Geläut in einem stählernen Glockenstuhl und verfügt über vier leicht gekröpfte Stahljoche. Von der Firma Perrot aus Calw sind vier hauseigene Läutemotoren und eine Steuerung der gesamten Läuteanlage verbaut. Das volle Geläut ist hohen Feiertagen und besonderen Anlässen vorbehalten.
| Nr. | Ton | Gussjahr | Glocken-Nr. | Gewicht (kg) | Durchmesser (cm) |
| --- | --- | -------- | ----------- | ------------ | ---------------- |
| 1   | c1  | 1956     | 5786        | 2300         | 155              |
| 2   | e1  | 1956     | 5787        | 1150         | 126              |
| 3   | g1  | 1956     | 5788        | 680          | 104              |
| 4   | a1  | 1956     | 5789        | 480          | 93               |

## Pfarrer
Seit der Neugründung der Pfarrei St. Johann wirkten hier folgende Pfarrer:
| - Johann Baptist Namour: 1745–1763 - Hermann Josef Koch: 1763–1777 - Chorherr Keller 1777–1782 - Chorherr H.P. Wahl 1782–1785 - Johann Baptist Schiltgen 1785–1803 - Franz Gerardin: 1803–1810 - Anton Fröhlicher: 1810–1819 - Johann Schneider: 1819–1826 | - Johann Peter Badem: 1826–1837 - Jakob Johann Franz Feilen: 1837–1853 - Peter Josef Printz: 1853–1865 - Philipp Hubert Schneider: 1865–1887 - Heinrich Klisserath: 1888–1899 - Leonhard Keil: 1899–1912 - Alois Echelmeyer: 1912–1929 - Philipp Kremer: 1929–1946 | - Jakob Schmitz: 1947–1956 - Carl Schmidt: 1956–1962 - Matthias Prinz: 1962–1985 - Franz-Josef Biesel: 1985–2005 - Michael Becker: 2005–2010 - Eugen Vogt: 2011– |  |

## Trivia
Der Künstler Alexander Karle nutzte im Januar 2016 ohne offizielle Genehmigung der Kirche den Zelebrationsaltar der Basilika für sein Videoprojekt pressure to perform. Es zeigt ihn, wie er auf der Altarmensa Liegestützen ausführte. Dafür musste er sich am 17. Januar 2017 vor Gericht verantworten. Er wurde vom Amtsgericht Saarbrücken zu einer Geldstrafe von 700 Euro wegen Hausfriedensbruchs und Störung der Religionsausübung verurteilt. Karle kündigte danach an, das Urteil in der Berufung prüfen zu lassen. In einem Berufungsprozess am 10. Juli 2017 wurde der Künstler durch das Landgericht Saarbrücken vom Vorwurf der Störung der Religionsausübung freigesprochen, aber für den Hausfriedensbruch zu einer Geldstrafe von 500 Euro verurteilt.